# Circuito di Montlhéry
Situato in Francia nei pressi di Montlhéry, il circuito di Montlhéry (il cui nome ufficiale è autodrome de Linas-Montlhéry) è uno storico tracciato sede di alcuni GP di Francia tra il 1925 e il 1937, prima dell'avvento della Formula 1.
È composto da una parte ovale e da un'estensione stradale sulle strade circostanti aggiunta nel 1925 che è stata via via ridotta nel corso dei decenni. Questo tipo di circuiti compositi vengono definiti "ovale esteso".

## Storia

### Nascita del circuito

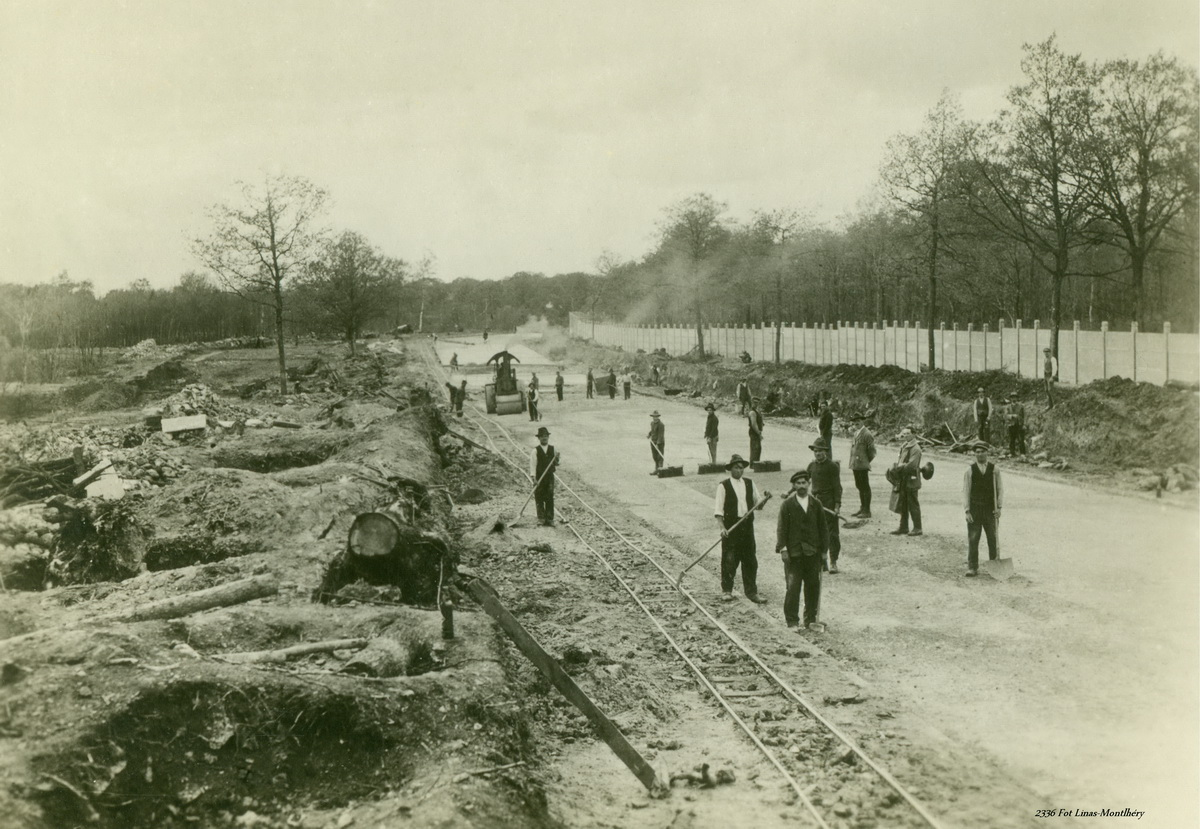
Autodromo durante la sua costruzione

Questo circuito nacque nel 1924 su impulso dell'industriale Alexandre Lamblin, produttore di radiatori per automobili ed aerei, appassionato di sport e proprietario del giornale sportivo l'Aéro-sport.
All'inizio degli anni venti l'industria automobilistica era in fermento, cercando di battere il record di velocità e lanciando sfide insensate come gare auto contro aereo. La Gran Bretagna possedeva dal 1907 il circuito di Brooklands, gli Stati Uniti d'America disponevano di Indianapolis (costruito nel 1911) e in Italia c'era Monza dal 1922.
Alexandre Lamblin acquisì nel 1923 un terreno sulla piana di Saint-Eutrope, a Linas, non lontano da Montlhéry. Furono proposti due studi e fu scelto il meno oneroso. Esso consisteva in un anello di alta velocità di 2,5 km che sarebbe stato ampliato da un circuito stradale. Il progettista era l'ingegnere Raymond Jamin.
La pista ovale è dotata di due rettilinei di 180 metri. Principale caratteristica del circuito, le curve sono concave, a forma di parabola cubica ad asse verticale, mentre i raccordi tra i rettilinei e le curve sopraelevate vengono tracciati in base ad una spirale logaritmica. Tale accurata progettazione serve per consentire ai veicoli di massa fino a 1000 kg di raggiungere una velocità di 220 km/h nella parte superiore delle curve. Il circuito, misurato sulla linea mediana, si sviluppa per 2.548,24 metri.
Migliaia di tonnellate di acciaio e ottomila metri cubi di calcestruzzo furono necessari a duemila lavoratori per portarne a termine la costruzione e il lavoro ebbe una durata di sei mesi. L'uso di elementi prefabbricati ne fecero un cantiere all'avanguardia.

Piantina del circuito completo dell'autodromo di Linas-Montlhéry nella sua configurazione "Grand Prix" in uso fino al 1973. Nel 1935 furono aggiunte tre chicane: la Deviazione Sud, una all'altezza del km 9 e la Deviazione Nord.

### L'età dell'oro

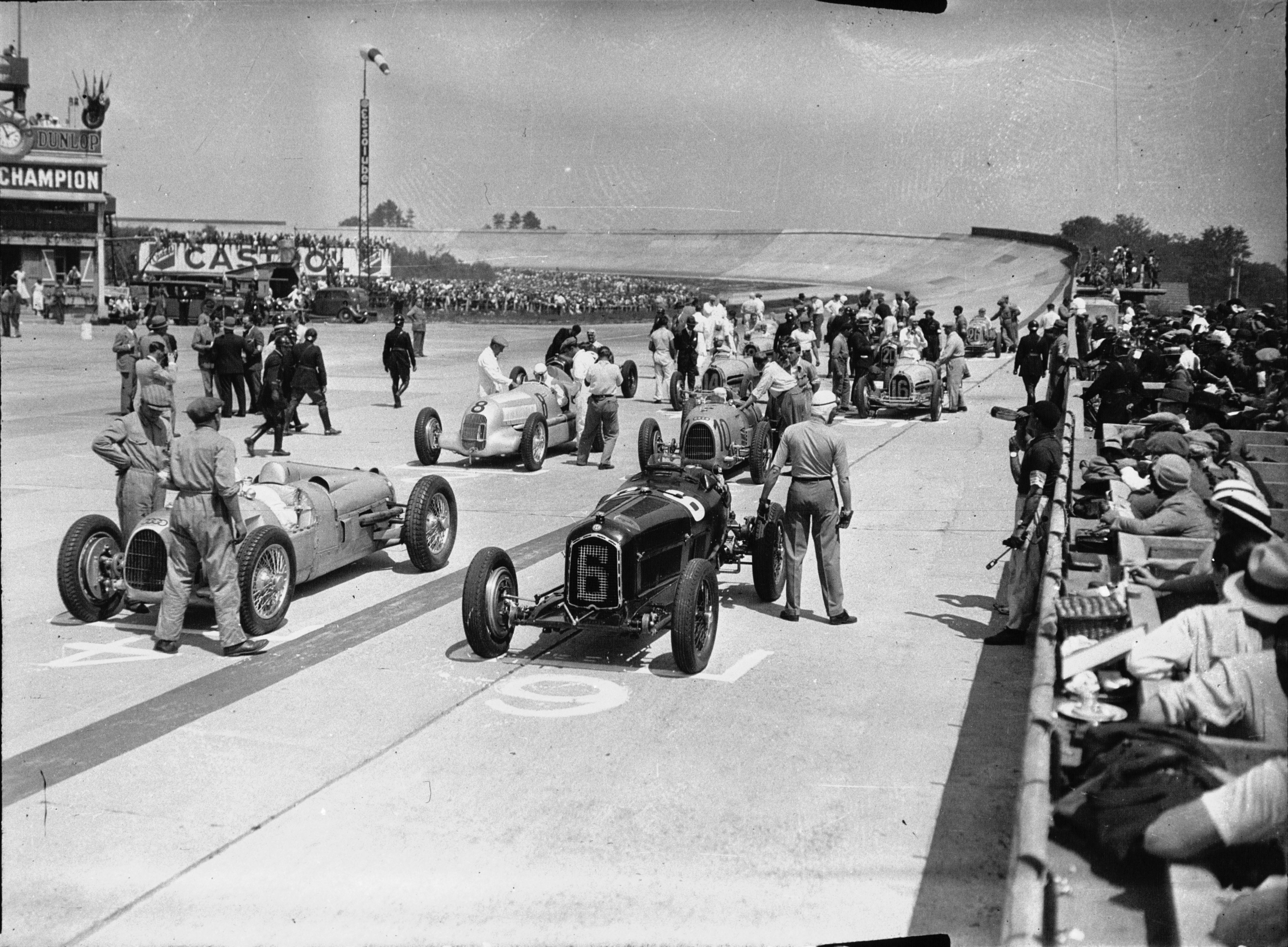
Griglia di partenza del Gran Premio di Francia 1934

Molti pionieri con le loro eccezionali macchine da record utilizzarono il circuito, in particolare quelli provenienti dalla Gran Bretagna, dove le restrizioni al rumore delle auto imposte dalle autorità ostacolavano il loro entusiasmo. Appena due mesi dopo la sua inaugurazione centinaia di record furono stabiliti, od anche battuti, su questo autodromo. Il primo exploit è da attribuire al marchio Rolland-Pilain, poi il record sul giro sarà per un lungo tempo prerogativa di Gwenda Stewart su una Derby Miller con una media di 234,681 km/h.
In seguito molte gare si terranno sul circuito. Il circuito stradale, lungo 12,5 km, costruito rapidamente nel 1925, ospiterà quell'estate il Gran Premio dell'Automobile Club de France. Tra i numerosi spettatori di accorsi a questa corsa c'era il Presidente della Repubblica francese. Durante le gare, i concorrenti percorrevano la pista in senso orario, i record venivano invece stabiliti in direzione contraria. La prima gara, tenutasi il 26 luglio 1925, sarà ricordata a causa del lutto per la morte di Antonio Ascari, che, al volante della sua Alfa Romeo P2 non poté evitare un incidente sulla nuova parte stradale del circuito, fuori dall'anello di alta velocità. Alla fine la vittoria è appannaggio della Delage 12-cilindri guidata da Robert Benoist. Questo Gran Premio si terrà ancora una volta all'autodromo nel 1931, poi dal 1933 al 1937 e il pubblico sarà sempre maggiore, appassionato dai duelli tra Alfa Romeo e Bugatti e dall'arrivo dell'Auto Union, Mercedes e Delage. Da notare che, per aumentare la sicurezza dei concorrenti, nel 1935 furono aggiunte tre chicanes: la Deviazione Sud e la Deviazione Nord all'interno dell'ovale e una all'altezza del km 9, lungo l'estensione stradale.
A fronte di elevati costi di esercizio e del deterioramento del cemento, non è più possibile farci correre ad alta velocità le monoposto, gli amministratori dell'autodromo devono rassegnarsi alla vendita nel 1939. I 750 ettari di superficie saranno acquisiti dal Demanio nazionale, che li metterà a disposizione del Dipartimento della Guerra. La Seconda guerra mondiale ha conseguenze drammatiche per il circuito: sarà danneggiato molto gravemente.

### Il Dopoguerra
A fronte del pagamento di un canone annuale per i terreni, l'Union technique de l'automobile, du motocycle et du cycle (UTAC) otterrà dal Ministero della Guerra, nel dicembre 1946, un contratto di affitto a lungo termine per gestire le piste e gli impianti civili dell'autodromo, con la condizione del suo risanamento, la manutenzione e la l'organizzazione di competizioni. I lavori per la riqualificazione dei circuito dureranno due anni e vedranno la costruzione di una torre di controllo, di una tribuna da mille posti, di un distributore di carburante, di piste dotate di superfici speciali e la creazione di laboratori.
Ciò consentirà al circuito di aumentare la sua attività, in particolare nei settori tecnici e sperimentali, oltre all'organizzazione di competizioni. Così, nel mese di ottobre si svolgono le gare delle Coupes des Salon, collegate al Salone dell'automobile di Parigi e a partire dal 1956, ma saltuariamente, si svolgerà la 1000 km di Parigi.
Tra il 1948 e il 1950 è stata utilizzata una variante ridotta dell'ovale esteso lunga 7,7 km (che prevedeva il punto di ritorno all'altezza della curva La Côte Lapize) e in seguito accorciata a 6,3 km nel 1952 (denominato Troisième Circuit - punto di ritorno a Bretelle de Couard). Da notare che la gara motociclistica del Bol d'Or, quando ha avuto luogo a Montlhéry, si è sempre disputata sul Troisième Circuit, tranne le edizioni anteguerra (corse sul Deuxième Circuit - 5 km - punto di ritorno a Bretelle des Quatre-bornes). Per la 1000 km di Parigi del 1956 si è tornati al circuito di 7,7 km, ma con il passare degli anni il tracciato non è più adatto a velocità sempre più elevate e ne è prova l'incidente che nel 1964 vedrà coinvolti Peter Linder, Franco Patria e tre commissari di pista. La 1000 km di Parigi si tenne in seguito a partire dal 1966. Nel 1973 si disputò l'ultima gara di Formula 3, che si tenne sulla versione più corta del tracciato.
Il declino del circuito cominciò nel 1977 con le ultime edizioni della "Coupes du Salon" e della "Coupes Eugène Mauve", tanto che nel 1980 non vi si disputò nessuna gara motociclistica e nel biennio 1982-1983 vi si corse solo l'annuale Bol d'Argent, una gara motociclistica di durata di livello nazionale. Negli anni seguenti fu utilizzato in una versione estremamente ridotta dell'ovale esteso che misurava solo 3,4 km.

### Risultati 1000 km di Parigi
fonte: www.racingsportscars.com
| Anno               | Validità                                 | Squadra                              | Vettura            | Resoconto          |
| Anno               | Validità                                 | Piloti                               | Vettura            | Resoconto          |
| Circuito di 7,7 km | Circuito di 7,7 km                       | Circuito di 7,7 km                   | Circuito di 7,7 km | Circuito di 7,7 km |
| ------------------ | ---------------------------------------- | ------------------------------------ | ------------------ | ------------------ |
| 1956               |                                          | Louis Rosier                         | Maserati 300S      | Resoconto          |
| 1956               | Jean Behra Louis Rosier                  |                                      | Maserati 300S      | Resoconto          |
| 1960               |                                          | Ecurie Francorchamps                 | Ferrari 250 GT SWB | Resoconto          |
| 1960               | Lucien Bianchi Olivier Gendebien         |                                      | Ferrari 250 GT SWB | Resoconto          |
| 1961               | FIA GT Cup                               | North American Racing Team           | Ferrari 250 GT SWB | Resoconto          |
| 1961               | FIA GT Cup                               | Pedro Rodríguez Ricardo Rodríguez    | Ferrari 250 GT SWB | Resoconto          |
| 1962               | Campionato del mondo sportprototipi 1962 | North American Racing Team           | Ferrari 250 GTO    | Resoconto          |
| 1962               | Campionato del mondo sportprototipi 1962 | Pedro Rodríguez Ricardo Rodríguez    | Ferrari 250 GTO    | Resoconto          |
| 1964               | Campionato del mondo sportprototipi 1964 | Maranello Concessionaires            | Ferrari 330 P      | Resoconto          |
| 1964               | Campionato del mondo sportprototipi 1964 | Graham Hill Jo Bonnier               | Ferrari 330 P      | Resoconto          |
| 1966               |                                          | David Piper Racing                   | Ferrari 250 LM     | Resoconto          |
| 1966               | David Piper Mike Parkes                  |                                      | Ferrari 250 LM     | Resoconto          |
| 1967               |                                          | Gulf-Wyer                            | Mirage M1          | Resoconto          |
| 1967               | Jacky Ickx Paul Hawkins                  |                                      | Mirage M1          | Resoconto          |
| 1968               |                                          | Porsche                              | Porsche 908        | Resoconto          |
| 1968               | Hans Herrmann Rolf Stommelen             |                                      | Porsche 908        | Resoconto          |
| 1969               | Championnat de France des Circuits       | Matra                                | Matra MS650        | Resoconto          |
| 1969               | Championnat de France des Circuits       | Henri Pescarolo Jean-Pierre Beltoise | Matra MS650        | Resoconto          |
| 1970               |                                          | Matra                                | Matra 660/01       | Resoconto          |
| 1970               | Jack Brabham François Cevert             |                                      | Matra 660/01       | Resoconto          |
| 1971               | Championnat de France des Circuits       | John Wyer GULF Porsche               | Porsche 917        | Resoconto          |
| 1971               | Championnat de France des Circuits       | Derek Bell Gijs van Lennep           | Porsche 917        | Resoconto          |
| Circuito di 3,4 km |                                          |                                      |                    |                    |
| 1994               | BPR Global GT Series 1994                | JCB Racing                           | Venturi 600 LM     | Resoconto          |
| 1994               | BPR Global GT Series 1994                | Henri Pescarolo Jean-Claude Basso    | Venturi 600 LM     | Resoconto          |
| 1995               | BPR Global GT Series 1995                | Muhlbauer Motorsport                 | Porsche 911 GT2    | Resoconto          |
| 1995               | BPR Global GT Series 1995                | Stefan Oberndorfer Detler Hübner     | Porsche 911 GT2    | Resoconto          |

### Dagli anni 80 in poi

Mappa dell'ultima versione dell'ovale esteso dell'autodromo, la più corta.

Nel 1988 il circuito ospitò la prima edizione della Race of Champions (la competizione tra i migliori piloti delle diverse specialità dell'automobilismo) che, in piste diverse e con un formato di gara evolutosi nel corso degli anni, continua ancor oggi. Nel 1994 si cercò di rivitalizzarlo mediante l'organizzazione di una versione moderna della 1000 km di Parigi, stavolta destinata ai protagonisti delle competizioni internazionali di vetture Gran Turismo del campionato BPR Global GT Series, ma il tentativo non andò oltre le gare del 1994 e 1995. Gli ultimi due eventi che si terranno in autodromo saranno le Coupes des Salon e il Grand Prix de l'Âge d'or. Quest'ultimo, nel 1996, il terzo evento automobilistico in Francia, dopo la 24 Ore di Le Mans e il Gran Premio di Formula 1. Le successive edizioni della Coupes des Salon non potranno essere disputate a causa della mancanza di un sufficiente numero di concorrenti.

### Il canto del cigno
L'evoluzione degli standard di sicurezza hanno fatto sì che il circuito abbia dovuto superare numerose approvazioni, come nel mese di aprile 1997 e il 2001 da parte della Commissione nazionale dei circuiti di velocità. L'ultimo è stato pubblicato il 9 maggio 2001, per un periodo di quattro anni. Questa certificazione è fondamentale per organizzare qualsiasi competizione sportiva.

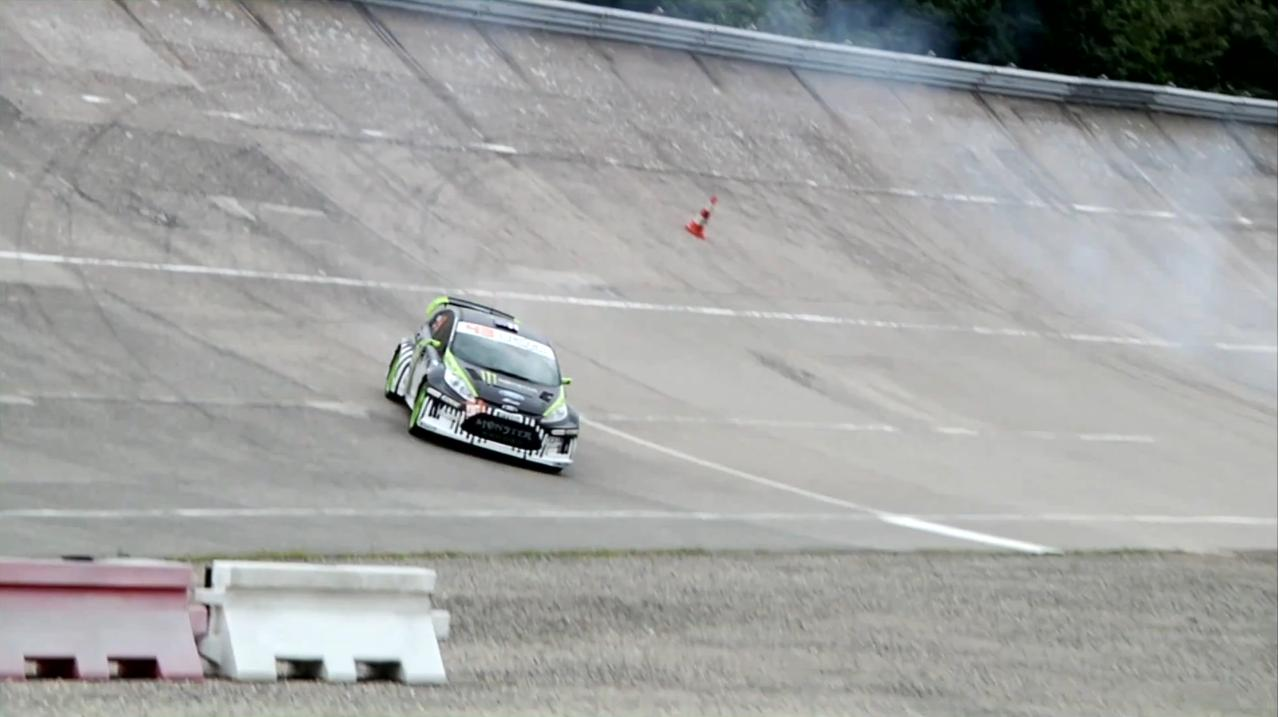
Ken Block nel 2011 che effettua un gincana sul circuito francese

Lavori di riqualificazione dovevano essere compiuti al fine di continuare a ospitare le gare delle Coupes du Salon o il Grand Prix de l'Âge d'or, compresa l'installazione di una recinzione di protezione per gli spettatori sul rettilineo che porta alla curva detta dei due ponti e il rinforzo della parte superiore dell'anello, per essere in grado di sopportare le sollecitazioni prodotte dai veicoli lanciati a 300 km/h. La certificazione non è stata rinnovata nel 2004. Ripristinare il circuito ai moderni standard sarebbe costato più di 15 milioni di euro. Questo è il motivo per cui il 20 giugno 2004 si è tenuto in autodromo il quarantesimo e ultimo Grand Prix de l'Âge d'or.
Oramai il circuito non è più utilizzato dai fabbricanti per le prove dell'UTAC. In futuro il circuito sarà probabilmente smantellato e questo è il motivo per cui l'Associazione per la salvaguardia dell'autodromo di Linas-Montlhéry (ASALM) è stata istituita con il patrocinio di Christian Estrosi, Hubert Auriol, Henri Pescarolo, Patrick Tambay, Patrick Delage, Jean-Claude Andruet, Jean-François Baldé, Jean-Pierre Beltoise e Jacky Hutteau.
Tuttavia, corsi di pilotaggio si tengono ogni fine settimana da parte della Renault-Mygale su un tratto di 1,4 km del circuito, usando le vetture monoposto Formula Renault Campus 2000 (motore 1.400 cm³, 113 cv, 450 kg, 210 km/h, cambio sequenziale a 5 velocità).

### Risultati Gran Premio di Francia disputati a Linas-Montlhéry
| Anno | Pilota                             | Vettura              |
| ---- | ---------------------------------- | -------------------- |
| 1925 | Robert Benoist Albert Divo         | Delage 2LCV          |
| 1927 | Robert Benoist                     | Delage 15-S8         |
| 1931 | Louis Chiron Achille Varzi         | Bugatti T51          |
| 1933 | Giuseppe Campari                   | Maserati 8C-3000     |
| 1934 | Louis Chiron                       | Alfa Romeo Tipo B P3 |
| 1935 | Rudolf Caracciola                  | Mercedes W25         |
| 1936 | Jean-Pierre Wimille Raymond Sommer | Bugatti T57G         |
| 1937 | Louis Chiron                       | Talbot T150C         |

## Altri media
L'autodromo di Linas-Montlhéry, nella sua versione completa da 12,5 km, è presente tra i circuiti selezionabili nel videogioco per PC Spirit of Speed 1937 (pubblicato da MicroProse nel 1999), che riproduce le competizioni delle vetture "Grand Prix" nel periodo precedente la seconda guerra mondiale.
L'autodromo è stato utilizzato dallo stuntman Ken Block per girarvi il video GYMKHANA THREE nel 2011, disponibile su YouTube.